# PGM-19 ジュピター
PGM-19 ジュピター (Jupiter) は、アメリカ合衆国が開発した初期の準中距離弾道ミサイル (MRBM) である。
Jupiter　とはローマ神話の主神、ユピテルの英語名であり、木星の意でもある。
尚、アメリカのロケットとして同じ“Jupiter”の名で呼ばれるものにレッドストーンSRBMの改良発展型である「ジュピターC（Jupiter C）」があるが、それとは全く異なるミサイル（ロケット）である。

## 概要
ジュピターMRBMは、レッドストーン短距離弾道ミサイル(SRBM)の後継としてフォン・ブラウンらの設計チームがアメリカ陸軍と共に開発した。アメリカ空軍が開発したソアーミサイルに次いでアメリカで2番目のMRBMである。
1957年に最初のテストが行われており、制式番号はSM-78（後にPGM-19に変更された）。単段式ロケットであり、推力66kNを発揮する単一の液体燃料ロケットエンジンを搭載していた。また野戦機動が考慮された移動式ミサイルとして設計されている。
射程の問題上、ソビエト本土及び東欧諸国を射程に収める関係からアメリカ国内には配備されず、イタリアとトルコの2箇所の基地に配備された。

## 開発
1955年9月にフォン・ブラウン博士は、先に開発したレッドストーンの設計を拡大した射程1,500マイル(2,400km)の液体燃料(液体酸素(LOX)とケロシン(RP-1))長射程ミサイルに関するブリーフィングをチャールズ・E・ウィルソン国防長官に対して行った。
1955年12月に、陸軍長官と海軍長官は、陸上及び海上配備のMRBMを共同で開発する計画を発表した。それまでアメリカで開発されていた弾道ミサイルとは異なり、ジュピターはアメリカ海軍の艦艇上で容易に扱えるように太く短いミサイルとして設計されていた。海軍は液体燃料ロケットの離昇速度が固体燃料ロケットに比べて遅いことに満足せず、また艦艇上での液体燃料の取り扱いに不安を感じた結果、固体燃料を用いるジュピターS（後のポラリス潜水艦発射弾道ミサイル）を独自に開発することとし、1956年11月にジュピター開発計画から脱退した。海軍の脱退にもかかわらずジュピターの設計は依然としてずんぐりとした形状のままだった。
1956年11月遅くに、国防総省は全ての陸上配備の長距離ミサイルを米空軍に所属させると決定した。アメリカ陸軍は射程200マイル以下(320km)の戦術地対地ミサイルに限って保持が許された。このためジュピター弾道ミサイル開発計画は米空軍所管となった。当時のアメリカ空軍はすでに自ら開発したソアー弾道ミサイルを持っており、より長射程の大陸間弾道ミサイル(ICBM)アトラスを開発中であったため、アメリカ空軍はジュピターMRBMに熱心ではなかった。

## 生物学的試験

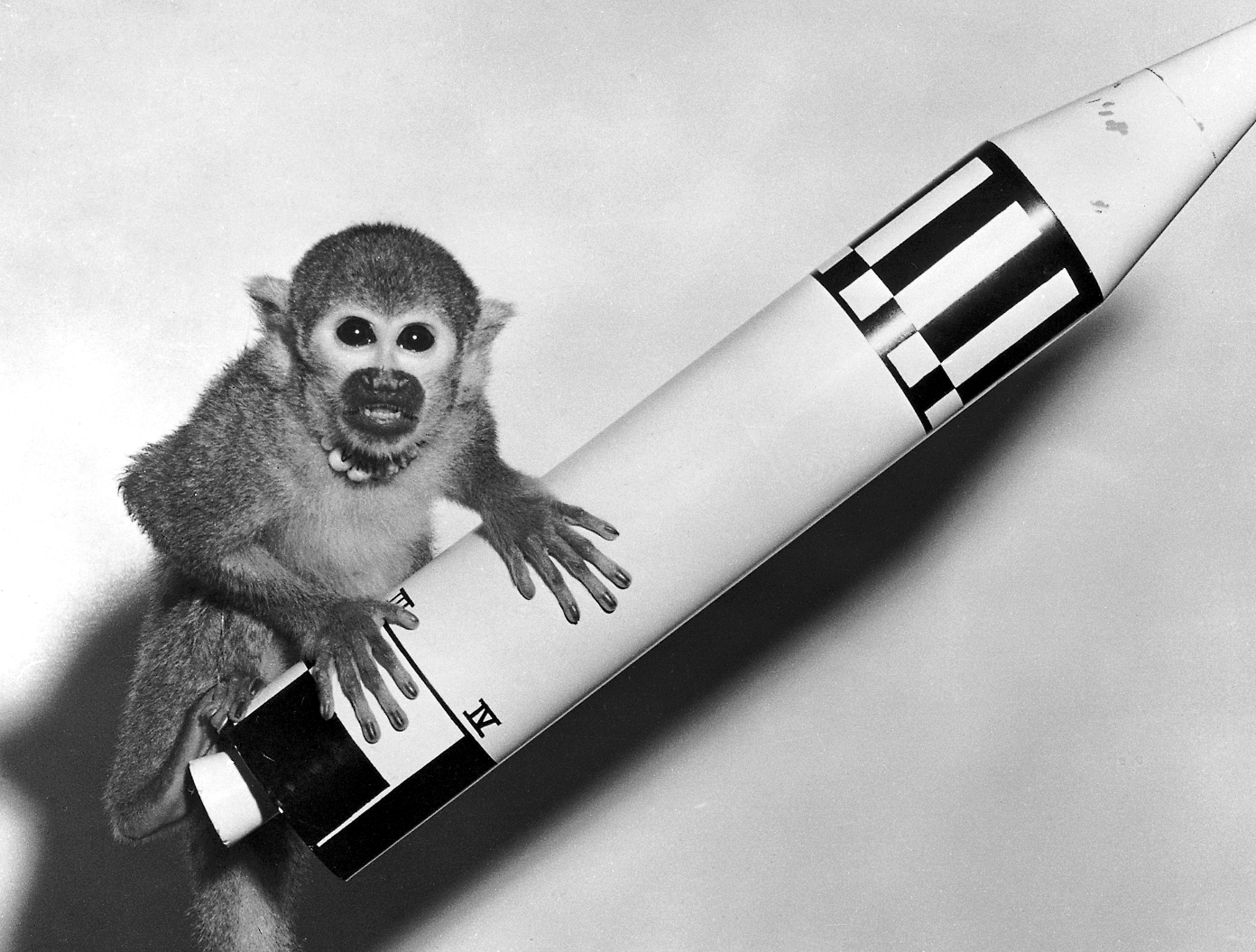
1959年、リスザルのベーカーはジュピターに乗せられて、宇宙へ打ち上げられた。

ジュピターMRBMは準軌道 (suborbital) に到達する弾道飛行を行う一連の生物学的試験に使われた。1958年12月13日、ジュピターMRBMのAM-13号機は、アメリカ海軍が調教しゴード (Gordo) と名付けられた南米リスザルを乗せたノーズコーンを搭載してフロリダ州のケープ・カナベラルから打ち上げられた。帰還時、ノーズコーンのパラシュートは動作に失敗し、ゴードは飛行から生還できなかった。飛行テスト中に送信されていたテレメーターデーターによれば、リスザルは発射時の加速度10G(98m/s2)、8分間の無重量、大気圏再突入における10,000mph(4.5km/秒)からの40G(390m/毎秒毎秒)の減速を生き抜いた。ノーズコーンはケープ・カナベラルから飛行距離1,302海里(2,411km)の位置に沈み、回収されなかった。
もう1つの生物学的飛行テストは1959年5月28日に開始された。ジュピターMRBMのAM-18号機には、体重7ポンド(3.2kg)のアメリカ生まれのアカゲザル・エイブル (Able) と、体重11オンス(310g)の南米リスザル・ベイカー (Baker) が乗せられた。サル達が乗ったミサイルのノーズコーンは高度360マイル(579km)達したあとケープ・カナベラルから1,700マイル(2700km)離れた大西洋のミサイル演習場に落下した。サル達は正常な重力の38倍の加速と9分間の無重力に耐えた。16分の飛行の間に速度は最高で10,000mph(4.5km/秒)に達した。エイブルとベイカーを乗せたジュピターMRBMのノーズコーンは、着水した後に米海軍の艦隊航洋曳船カイオワATF-72によって回収された。
サル達は飛行テストを良好な状態で生き延びた。飛行テストから4日後、エイブルは医学的な状態をモニターするために体内へ挿入されていた電極を取り去るための外科手術をうけたが、麻酔の反応によって死んだ。ベイカーは無事に生き延び、1984年11月29日にアラバマ州ハンツビルのアメリカ宇宙ロケットセンターで死んだ。
ゴード、エイブル、ベイカーは宇宙に送られた多くのサルのうちの3匹である。

## 配備

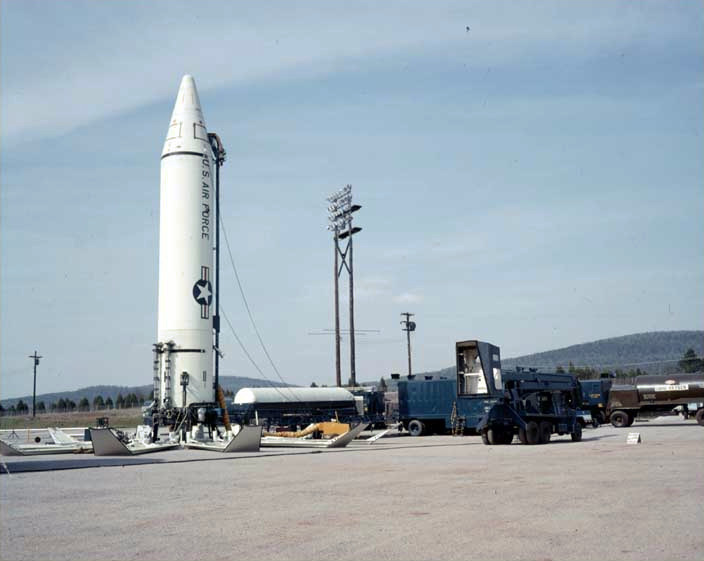
発射態勢に入ったジュピターMRBM

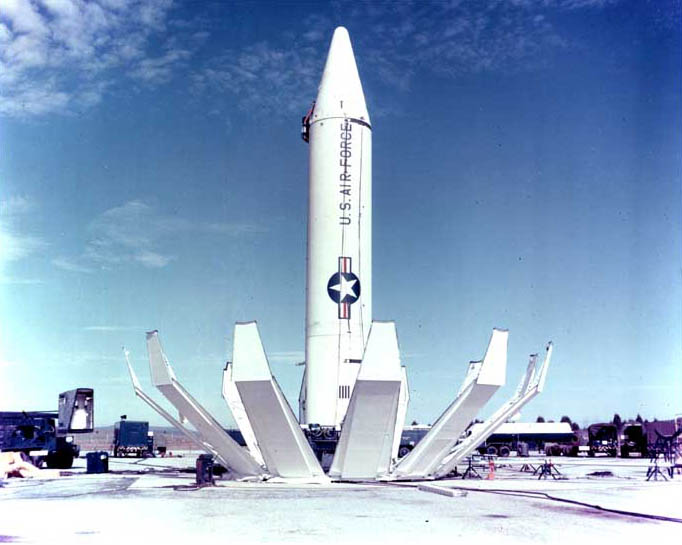
発射準備態勢に入ったジュピターMRBM。全天候ドームが開きかけている。後方の車輌は支援車両群。

1958年4月に国防総省は、最初の3個ジュピターMRBM中隊(ミサイル45機)をフランスに試験的に配備する計画をアメリカ空軍へ通知した。しかしながらフランスとアメリカの間の協議は1958年6月に失敗した。フランスの新しい大統領となったシャルル・ド・ゴールはジュピターMRBMのフランスへの配備受け入れを拒否した。これによってアメリカはイタリアとトルコへのミサイル配備の可能性を探りはじめた。すでにアメリカ空軍はイギリスのノッティンガム周辺にソアーMRBMの4個中隊（ミサイル60機）を配備する計画を進めていた。
1959年4月、空軍長官は2個ジュピターMRBM中隊をイタリアに配備する実施命令を空軍に出した。1961年から1963年まで合計30機のミサイルを持つ2個中隊がイタリア国内の10のサイトに配備された。ミサイルサイトはNATOの戦力としてイタリア空軍の要員によって運用されたが、核弾頭の安全装置の制御はアメリカ空軍の人員によって行われた。これらのミサイルはイタリア南部のプッリャ州にありワインで知られるジォイア・デル・コッレ (Gioia Del Colle) 空軍基地に配備され、イタリア空軍第36戦略航空阻止中隊(36º Aerobrigata Interdizione Strategica) によって運用された。1962年、ブルガリアのMiG-17偵察機が領空侵犯の後にイタリアのジュピターMRBM発射サイトのうちの1つの近くにあるオリーブの木立ちに墜落したと報告されている。
1959年10月、トルコとアメリカの政府間協定に署名がなされ、3個目で最後のジュピターMRBM中隊の配備が決まった。アメリカとトルコはNATOの南側面に1個ジュピターMRBM中隊を配備するための協定を結んだ。
1961年から1963年まで合計15機のミサイルを持つ1個ジュピターMRBM中隊がトルコのイズミル(Izmir)近くに5箇所の発射サイトに分散して配備され、米空軍の人員によって運用された。3機のジュピターIRBMの最初の発射は、1962年10月遅くのキューバ危機の間、トルコ空軍 (Turk Hava Kuvvetleri) に委譲された。核弾頭の安全装置はアメリカ空軍の人員によって制御された。トルコ国内に配備されたジュピターIRBMの実際の展開位置は、40年以上経過した今でも機密となっている。1961年にトルコのミサイル展開に加わった何人かによると、 5つのサイトのうちの1つがマニサ (Manisa) 付近の山中にあり、別のサイトがアッキサル (Akhisar) 近くの山中にあった。中心的な展開基地はチーリ (Cigl}i) 空軍基地であった。
ジュピターMRBMが配備されたイタリアの基地において、1961年の10月半ばから1962年8月の間に核出力 1.4 Mt(5.9 PJ)の熱核弾頭を搭載したジュピターMRBMへ4回の落雷があった。いずれの場合でも熱電池は動作し、うち2つのケースにおいて三重水素‐重水素「ブーストガス」の安全装置が外れ、核弾頭に注入された。ジュピターMRBMへの4回目の落雷の後に、アメリカ空軍は落雷防護用の protective lightning strike-diversion tower arrays をイタリアとトルコの全てのジュピターMRBMのミサイルサイトに配置した。
トルコに配備された時点ですでにジュピターMRBMは時代遅れとなっており、ソ連の攻撃には無防備の状態であった。ジョン・F・ケネディ大統領は、1961年1月に就任するとすぐに、すべてのジュピターMRBMの退役を命令している。しかしながら空軍は退役を延期し、1年後に大統領がこれを知り激高したといわれる。その後のキューバ危機の際、アメリカはトルコ配備のジュピターMRBMを交渉材料に用い、トルコのジュピターMRBMを撤去するのと引き換えにキューバからR-12(SS-4)を撤去させることに成功する。すべてのジュピターMRBMは1963年4月までに作戦配備からはずされた。

## 派生型

### サターンI（Saturn I）
サターンI型ロケットの第一段 (S-I)は、1基のジュピターMRBMのロケットエンジンの推進剤タンクに8基のレッドストーンSRBMのロケット推進剤を組み合わせて構成されている。
アポロ計画の初期に用いられ、10回の打ち上げが行われた。「ハイ・ウォーター計画」、人工衛星「ペガサス」の打ち上げに使用されている。

### ジュノーII（Juno II）
ジュピターMRBMを改造し、サージャント戦術地対地ミサイルの開発に用いた小型ロケット「ベイビー・サージャント」を集合させた上段を追加した4段式衛星打上げロケットで、衛星／宇宙探索機打ち上げロケットとして運用された。
10回の衛星打ち上げに使用され、うち6回が打上げに失敗した。ジュノーIIによって打上げられた人工衛星は、パイオニア3号、同4号、エクスプローラー7号、同8号、同11号である。

## 要目

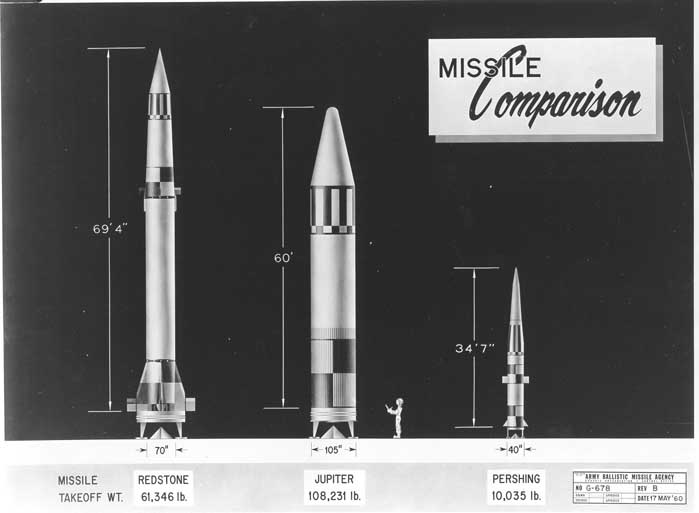
PGM-11 レッドストーン、及びパーシングミサイルとの大きさの比較。
中央がジュピター

- 全長: 60 ft (18.3 m)
- 直径: 8 ft 9 in (2.67 m)
- 燃料満載時の全備重量: 108,804 lb (49,353 kg)
  - 燃料未搭載時の自重: 13,715 lb (6,221 kg)
  - 酸化剤（液体酸素）重量: 68,760 lb (31,189 kg)
  - 燃料（ケロシン (RP-1) ）重量: 30,415 lb (13,796 kg)
- エンジン: ロケットダイン(Rocketdyne)社製 LR70-NA (Model S-3D)
  - 推力: 150,000 lbf (667 kN)
  - 燃焼時間: 157.8 s
  - 比推力(ISP): 247.5 lbf・s/lb (2.43 kN・s/kg)
  - 推進剤消費率: 627.7 lb/s (284.7 kg/s)
- 制御: ジンバルで安定化された可動ノズル(±7度)による推力偏向制御
- 射程: 1,500 mi (2,410 km)
- 飛行時間: 1,016.9 s
- 遮断速度: 8,984mph(14,458 km/h) - マッハ13.04
- 再突入時の速度: 10,645 mph (17,131 km/h) - マッハ15.45
- 加速: 13.69 G (134 m/s2)
- 最大減速加速度: 44.0 G (431 m/s2)
- 最大高度: 390 mi (628 km)
- CEP: 4,925 ft (1,500 m)
- 弾頭: 溶融断熱式のMk.3/4再突入体に核出力 1.45 MtのW49核弾頭（重量1,650 lb (750 kg) ）を搭載
- 信管: 近接信管、及び接触信管
- 誘導: 慣性

## 発射試験
ジュピターMRBMの全ての試験発射はフロリダ州ケープ・カナベラルにて行われた。46回の試験発射があり、そのうちの一部を以下に示す。
|    | シリアル番号 | ミッション | 発射日付       | 内容                                            | 結果                                               |
| -- | ------------ | ---------- | -------------- | ----------------------------------------------- | -------------------------------------------------- |
| 01 | AM-1A        | AM-1A      | 1957年03月01日 | 発射試験 ミサイルテスト                         | 失敗 最高到達点 14マイル(23km)                     |
| 02 | AM-1B        | AM-1B      | 1957年04月26日 | 発射試験 ミサイルテスト                         | 失敗 最高到達点 18マイル(29km)                     |
| 03 | AM-1         | AM-1       | 1957年05月13日 | 発射試験 ミサイルテスト                         | 成功 最高到達点 500マイル(805km)                   |
| 04 | AM-2         | AM-2       | 1957年08月28日 | 発射試験 ミサイルテスト                         | 成功 最高到達点 500マイル(805km)                   |
| 05 | AM-3         | AM-3       | 1957年10月23日 | 発射試験 ミサイルテスト                         | 成功 最高到達点 500マイル(805km)                   |
| 06 | AM-3A        | AM-3A      | 1957年11月27日 | 発射試験 ミサイルテスト                         | 失敗 最高到達点 20マイル(32km)                     |
| 07 | AM-4         | AM-4       | 1957年12月16日 | 発射試験 ミサイルテスト                         | 失敗 最高到達点 63マイル(101km)                    |
| 08 | AM-5         | AM-5       | 1958年05月18日 | 再突入試験                                      | 成功 最高到達点 345マイル(555km)                   |
| 09 | AM-6B        | AM-6B      | 1958年07月17日 | 再突入試験                                      | 成功 最高到達点 345マイル(555km)                   |
| 10 | AM-7         | AM-7       | 1958年08月27日 | 発射試験 ミサイルテスト                         | 成功 最高到達点 345マイル(555km)                   |
| 11 | AM-9         | AM-9       | 1958年10月10日 | 発射試験 ミサイルテスト                         | 失敗 最高到達点 0マイル(0km)                       |
| 12 | AM-13        | Bio 1      | 1958年12月13日 | 生物学的飛行試験 サルのゴードが搭乗             | パラシュート展開に失敗 最高到達点 345マイル(555km) |
| 13 | CM-21        | CM-21      | 1959年01月22日 | 発射試験 戦術飛行試験                           | 成功 最高到達点 345マイル(555km)                   |
| 14 | CM-22        | CM-22      | 1959年01月27日 | 発射試験 ミサイルテスト                         | 成功 最高到達点 345マイル(555km)                   |
| 15 | CM-22A       | CM-22A     | 1959年04月04日 | 発射試験 ミサイルテスト                         | 成功 最高到達点 345マイル(555km)                   |
| 16 | AM-18        | Bio 2      | 1959年05月28日 | 生物学的飛行試験 サルのエイブルとベーカーが搭乗 | 成功 最高到達点 360マイル(579km)                   |